# Enydra
Enydra  Lour., 1790 è un genere di piante spermatofite dicotiledoni appartenenti alla famiglia delle Asteraceae. È l'unico genere della sottotribù Enydrinae H. Rob., 1979.

## Etimologia
Il nome del genere (Enydra) deriva da una parola greca il cui significato è "abitante dell'acqua" (in greco antico enudroj significa lontra).
Il nome scientifico  del genere è stato definito dal botanico, missionario gesuita, portoghese João de Loureiro (1710 – 1791) nella pubblicazione "Flora cochinchinensis: sistens plantas in regno Cochinchina nascentes. Quibus accedunt aliæ observatæ in Sinensi imperio, Africa Orientali, Indiæque locis variis. Omnes dispositæ secundum systema sexuale Linnæanum. Ulyssipone. - 2: 510" del 1790, mentre il nome scientifico della sottotribù (Enydrinae), derivato al suo unico genere, è stato definito per la prima volta dal botanico Harold Ernest Robinson (1932-) nella pubblicazione "Phytologia; Designed to Expedite Botanical Publication. New York - 41(6): 398 " del 1979.. Nella stesura originale del testo di Robinson la sottotribù è chiamata Enhydrinae, poi modificato in quello attuale in conformità alle norme del Codice Internazionale di Nomenclatura Botanica.

## Descrizione
Le specie di questo genere hanno un habitus erbaceo, acquatico o in tutti i casi relativo a zone molto umide. Gli steli sono fistolosi con radicamenti ai nodi.
Le foglie lungo il caule sono disposte in modo opposto. La lamina fogliare ha una contorno da lanceolato a ovato o obovato; il contorno è da intero a ampiamente seghettato.
Le infiorescenze sono composte da capolini radiati o disciformi, posizionati ascellarmente, solitari e sessili. I capolini sono formati da un involucro a forma da campanulata a emisferica composto da 4 - 6 squame (o brattee) disposte in modo embricato su 2 - 3 serie al cui interno un ricettacolo da convesso a debolmente conico, e provvisto di pagliette, fa da base ai fiori di due tipi: quelli esterni del raggio e quelli più interni del disco. Le squame più esterne sono di consistenza erbacea, piuttosto allargate e con la superficie striata. Le pagliette del ricettacolo circondano strettamente i fiori e sono persistenti.
Formula fiorale: per queste piante viene indicata la seguente formula fiorale:
* K 0/5, C (5), A (5), G (2), infero, achenio
I fiori sono tetraciclici (a cinque verticilli: calice – corolla – androceo – gineceo) e pentameri (ogni verticillo ha 5 elementi). I fiori del raggio sono femminili, le corolle sono colorate di giallo o bianco, raramente sono brune; le ligule con apici a 3 - 4 denti possono essere minute o mancanti del tutto. I fiori del disco sono ermafroditi o funzionalmente maschili con corolle pentamere tubolari colorate di giallo, bianco o bruno pallido; le corolle con 5 - 6 lobi sono appena sporgenti oltre le pagliette del ricettacolo e sono ricoperte da pochi larghi tricomi ghiandolari. Il calice è ridotto ad una coroncina di squame.
L'androceo è formato da 5 stami con filamenti liberi, pelosi e antere saldate in un manicotto circondante lo stilo. Le code delle antere sono ottuse.
Il gineceo ha un ovario uniloculare infero formato da due carpelli..  Gli stigmi possiedono degli apici acuti.
I frutti sono degli acheni senza pappo. L'achenio è a forma da obcompressa a affusolata, è nero ed essenzialmente glabro.

## Biologia
- Impollinazione: l'impollinazione avviene tramite insetti (impollinazione entomogama).
- Riproduzione: la fecondazione avviene fondamentalmente tramite l'impollinazione dei fiori (vedi sopra).
- Dispersione: i semi cadendo a terra sono successivamente dispersi soprattutto da insetti tipo formiche (disseminazione mirmecoria).

## Distribuzione e habitat
La distribuzione delle specie di questo genere è pantropicale in quattro continenti: America del Sud, Africa Centrale, India, Indocina e Malaysia e Australia.

## Tassonomia
La famiglia di appartenenza del genere (Asteraceae o Compositae, nomen conservandum) è la più numerosa del mondo vegetale e comprende oltre 23000 specie distribuite su 1535 generi (22750 specie e 1530 generi secondo altre fonti). La sottofamiglia (Asteroideae) è una delle 12 sottofamiglie nella quale è stata suddivisa la famiglia Asteraceae, mentre Neurolaeneae è una delle 21 tribù della sottofamiglia. La tribù Neurolaeneae a sua volta è suddivisa in 3 sottotribù (Enydrinae è una di queste).

In precedenza questo genere era descritto all'interno della tribù Heliantheae e della sottotribù Enydrinae H. Robinson (Robinson, 1981).

### Specie del genere
Il genere Enydra è formato da mezza dozzina di specie:
- Enydra anagallis Gardner, 1848
- Enydra fluctuans  Lour., 1790
- Enydra maritima  (Kunth) DC., 1836
- Enydra radicans  (Willd.) Lack, 1980
- Enydra sessilifolia  (Ruiz & Pav.) Cabrera, 1960
- Enydra sessilis  (Sw.) DC., 1836

### Sinonimi
L'entità di questa voce ha avuto nel tempo diverse nomenclature. L'elenco seguente indica alcuni tra i sinonimi più frequenti:
- Cryphiospermum  P.Beauv.
- Enhydra  DC.
- Hingtsha Roxb.
- Meyera  Schreb.
- Phyllimena  Blume ex DC.
- Sobreya  Pers.
- Tetraotis  Reinw. ex Reinw.
- Wahlenbergia  Schumach.
- Sobreyra  Ruiz & Pav.